# Omloop van het Hageland 2024
De negentiende editie van de wielerwedstrijd Omloop van het Hageland werd gehouden op 25 februari 2024. De start was in Aarschot en de finish vond plaats in Tielt-Winge. De wedstrijd had een 1.1-kwalificatie. Titelverdedigster Lorena Wiebes werd opgevolgd door Kristen Faulkner.

## Uitslag
| Plaats  | Naam                    | Ploeg                   | Tijd     |
| ------- | ----------------------- | ----------------------- | -------- |
| Winnaar | Kristen Faulkner        | EF Education-Cannondale | 3u22'38" |
| 2       | Mischa Bredewold        | SD Worx-Protime         | + 1'41"  |
| 3       | Pfeiffer Georgi         | dsm-firmenich PostNL    | z.t.     |
| 4       | Christina Schweinberger | Fenix-Deceuninck        | z.t.     |
| 5       | Emma Norsgaard          | Movistar                | z.t.     |
| 6       | Jade Wiel               | FDJ-SUEZ                | z.t.     |
| 7       | Eugenia Bujak           | UAE Team ADQ            | z.t.     |
| 8       | Lauretta Hanson         | Lidl-Trek               | z.t.     |
| 9       | Christine Majerus       | SD Worx-Protime         | z.t.     |
| 10      | Puck Pieterse           | Fenix-Deceuninck        | + 1'46"  |
| 11      | Lorena Wiebes           | SD Worx-Protime         | + 1'51"  |
| 12      | Elisa Balsamo           | Lidl-Trek               | z.t.     |
| 13      | Chiara Consonni         | UAE Team ADQ            | z.t.     |
| 14      | Tereza Neumanová        | UAE Team ADQ            | z.t.     |
| 15      | Charlotte Kool          | dsm-firmenich PostNL    | z.t.     |
| 16      | Gladys Verhulst-Wild    | FDJ-SUEZ                | z.t.     |
| 17      | Julie De Wilde          | Fenix-Deceuninck        | z.t.     |
| 18      | Margot Vanpachtenbeke   | VolkerWessels           | z.t.     |
| 19      | Letizia Borghesi        | EF Education-Cannondale | z.t.     |
| 20      | Marthe Truyen           | Fenix-Deceuninck        | z.t.     |

2005 · 2006 · 2007 · 2008 · 2009 · 2010 · 2011 · 2012 · 2013 · 2014 · 2015 · 2016 · 2017 · 2018 · 2019 · 2020 · 2021 · 2022 · 2023 · 2024 · 2025